# Project MUSE
Project MUSE es una base de datos en línea, que proporciona acceso al texto completo de más de 195 publicaciones académicas de ciencias sociales, humanidades y matemáticas desde 1995. Todas las publicaciones provienen exclusivamente de editoriales universitarias.
MUSE se inició en 1993 como un proyecto pionero conjunto de la Johns Hopkins University Press y la Biblioteca Milton S. Eisenhower (MSEL) de la Universidad Johns Hopkins (JHU). Unas becas de la Mellon Foundation y la National Endowment for the Humanities (Fundación Nacional para las Humanidades) permitieron en 1995 que MUSE facilitara el acceso en línea a las revistas publicadas por la JHU. En el año 2000 se incorporaron por primera vez revistas de otras editoriales, y cada año subsiguiente se fueron añadiendo otras editoriales.
MUSE es un proyecto de colaboración sin fines de lucro entre las editoriales participantes y la Biblioteca Milton S. Eisenhower, con el objetivo proclamado de difundir estudios académicos de calidad  a través de un modelo sostenible que satisfaga las necesidades tanto de bibliotecas como de editoriales. Las suscripciones al proyecto MUSE sólo están disponibles para instituciones.